# Deetzer Hügel
Deetzer Hügel este o arie protejată (arie specială de conservare — SAC, sit de importanță comunitară — SCI) din Germania întinsă pe o suprafață de 33,48 ha, integral pe uscat.

## Localizare
Centrul sitului Deetzer Hügel este situat la coordonatele 52°25′40″N 12°44′41″E / 52.4278°N 12.7447°E.

## Înființare
Situl Deetzer Hügel a fost declarat sit de importanță comunitară în septembrie 2000.

## Biodiversitate
Situată în ecoregiunea continentală, aria protejată conține 1 habitat natural: Pajiști calcaroase din nisipuri xerice.
La baza desemnării sitului se află un număr nedeclarat de specii protejate.
Pe lângă speciile protejate, pe teritoriul sitului au mai fost identificate 4 specii de plante.